# محمد احمدپناهی سمنانی
محمد احمدپناهی سمنانی مشهور به پناهی سمنانی (۱۹ مهر ۱۳۱۳ – ۲۱ دی ۱۳۹۵) تاریخ‌نگار، شاعر، نویسنده و پژوهشگر ادبیات بومی اهل ایران بود. او به دلیل آثار متعددش دربارهٔ تاریخ ایران شناخته می‌شود.

## زندگی‌نامه
محمد احمدپناهی در ۱۹ مهر ماه ۱۳۱۳ در سمنان و در خانواده‌ای اهل شعر به دنیا آمد. پدرش علی‌اکبر احمدپناهی یک صوفی بی‌سواد بود که هزاران شعر از برداشت و آنچه از معارف شیعه و قصص پیامبران و حالات و حکایات اولیاءالله و شیوخ و درویشان سلسله گنابادی شنیده و آموخته بود، به خاطر داشت. او تک‌بیت‌های عارفانه زیبا، حکایات مذهبی فراوانی می‌دانست و در هر فرصتی آن‌ها برای فرزندانش می‌خواند. مادرش بی‌بی‌خانم هم در رشد فرهنگی محمد تأثیر به‌سزایی داشت. خودش دربارهٔ مادرش می‌نویسد:
«باسواد بود و با استیلا و شیوایی و صدایی دلکش و پرشور قرآن می‌خواند. سخت پای‌بند آداب و مراسم دینی‌اش بود. معلومات دینی و آگاهی فرهنگی‌اش به مراتب از پدر بیشتر بود و شعرهای بیشتری از او در حافظه داشت…»
محمد را از ۵ سالگی به مکتب‌خانه فرستادند تا قرآن بیاموزد. در ۸ سالگی تحصیلات ابتدایی خود را در دبستان «هدایت» سمنان آغاز کرد و تا سال ۱۳۲۷ وارد دبیرستان شد. این دوره را هم با موفقیت به پایان برد و برای ادامهٔ تحصیل وارد دانشگاه تربیت معلم (دانشگاه خوارزمی کنونی) شد و سال ۱۳۵۶ در رشتهٔ تاریخ لیسانس گرفت. او دربارهٔ آغاز کار شاعری‌اش می‌گوید: «۱۷ ساله بودم که با خواندن شعرهای شبه فولکلوریک روزنامه چلنگر شعر ساختن را آغاز کردم. ذوقش به سرعت در من می‌جوشید. وقتی نخستین شعرم که یک رباعی آبکی بود در آن روزنامه چاپ شد، اثری عمیق در من گذاشت و از آن پس الفتی پردوام و طولانی با شعر و نثر و روزنامه و کتاب در من حاصل شد و همچنان برجای ماند»:
| کاشانهٔ ما ز صلح پرنور شده     |  | ابنای بشر ز صلح مسرور شده   |
| آن دشمن صلح و دوستی در همه جا |  | در چشم بشر پلید و منفور شده |

او در شعر به «پناهی سمنانی» تخلص می‌کرد. در همین ایام به واسطهٔ یکی از آشنایان در شرکت پنبه، وابسته به سازمان برنامه، مشغول کار شد و او را به کارخانه پنبه بندرگز فرستادند. او در آنجا با صادق سرفراز آشنا شد. او که رئیس کارخانه پنبه بود، تأثیر خاصی در ذوق و وابستگی‌های فرهنگی احمدپناهی به جای گذاشت. پس از این دوره به ورامین منتقل شد و تا سال ۱۳۴۰ در روستای کوچک «جیتو» زندگی کرد. تا اینکه به تهران منتقل و در سال ۱۳۵۸ بازنشسته شد. بعد از آن هم هرچند در شرکت پنبه، شرکت کارخانجات دولتی وابسته به سازمان برنامه، بنگاه ماشین‌های کشاورزی وابسته به وزارت کشاورزی کار کرد، اما هیچ‌گاه پیوند خود را با فرهنگ و ادب، نوشتن، سرودن، همکاری با مطبوعات و حضور در کانون‌های فرهنگی قطع نکرد.
دوران بازنشستگی یک فرصت طلایی برای او بود. تحقیق و نوشتن و بازگشت به انبوه یادداشت‌ها و سر و سامان دادن به آن‌ها به یک مشغلهٔ دائمی برای او تبدیل شد. او نخستین مجموعه شعر خود را با نام از دی که گذشت در مهرماه سال ۱۳۶۰ منتشر کرد. سال ۱۳۶۷ هم منظومه شاعر و پری را که فکر آن بر اساس قصه‌ای از کاتول مندس (زندگی: ۱۹۰۹–۱۸۴۱)، ادیب آرمانگرای فرانسوی طراحی شده بود، در یک مثنوی دویست و چند بیتی ساخت و از آن پس به‌طور جدی دنبال سرودن شعر نرفت؛ اما یک پژوهش ادبی را پی گرفت که حاصل آن کتاب شعر کار در ادب فارسی، بازتاب کار در شعر شاعران گذشته و معاصر بود و در سال ۱۳۶۹ با هزینه شخصی چاپ شد. او در این پژوهش برای نخستین‌بار و به‌طور جدی به مفهوم کار فیزیکی در ادبیات پرداخته که از آثار درخور توجه و ماندگار پژوهشی است.
پناهی سمنانی همواره منتقد بی‌توجهی به ادبیات و فرهنگ بومی ایران از سوی مسئولان و دانشگاهیان بود و بیان می‌داشت: «فرهنگ فولکوریک ما در گسترهٔ ادبیات رسمی و از نظر مسوولین و متولیان فرهنگی کمتر مورد توجه بوده و آن را جزو مقوله و پدیده‌های فرهنگی مبتذل به حساب می‌آورند و این نگاه تا مدت‌ها بر ادبیات عامهٔ ما حاکم بوده است. در حالی که در بسیاری از کشورها نسبت به ادبیات فولکوریک‌شان اقدامات بسیار مهمی انجام داده‌اند و آن را در مقولهٔ فرهنگ رسمی به حساب آورده و در دانشگاه‌ها جایی برای آن درست کرده‌اند. بسیاری از کشورهای همسایه ما، حتی افغانستان، تاجیکستان و آذربایجان و دیگر کشورهای آسیای میانه ادبیات فولکوریک‌شان را جمع‌آوری کرده و به آن بها داده‌اند؛ در حالی که این کار در کشور ما انجام نگرفته است و اگر کاری هم در این زمینه شده، مربوط به ذوق و علاقهٔ کسانی بود که از سر عشق به وطن و میراث فرهنگی کشورشان این پدیده‌ها را گردآوری و مکتوب نموده‌اند. ادبیات فولکوریک ما و هر کشور دیگری اگر از سینه‌های مردم بیرون کشیده نشود، مردان و زنانی که میراث‌دار ادب شفاهی هستند، آن را با خود به گور می‌برند.» او باور داشت: «ما در مرحلهٔ بسیار مهمی از تاریخ فرهنگی کشور قرار داریم و میراث فرهنگ ملی و بومی ما به سرعت در حال فراموشی است. باید نگاهی جدی‌تر به فرهنگ عامه داشته باشیم و مباحث آکادمیک آن را تدوین کنیم. حتی کشورهایی مثل تاجیکستان و افغانستان نیز به تدریس فرهنگ عامه در دانشگاه‌ها می‌پردازند؛ اما در ایران پرداختن به این بحث دور از شأن دانشگاه‌ها تلقی می‌شود!»
پناهی سمنانی سرانجام در ۲۱ دی ۱۳۹۵ در تورنتو کانادا درگذشت و در همان شهر به خاک سپرده شد. به نوشتهٔ خبرگزاری ایسنا، هم‌زمانی درگذشت او با هاشمی رفسنجانی موجب سکوت خبری رسانه‌ها در پوشش درگذشت وی شد.

## فعالیت‌ها

### تاریخ‌نگاری
پناهی سمنانی پس از مدتی به تاریخ روی آورد که رشتهٔ تحصیلی‌اش بود. وی مجموعه آثار تاریخی‌اش را در سری کتاب‌هایی با عنوان «خواندنی‌های تاریخ» در طول چند دهه منتشر کرد. تاریخ قاجاریان و تاریخ صفویان، به ترتیب، موضوع بیشترین پژوهش‌های او هستند. او دربارهٔ این دوره از فعالیت خود می‌گوید:
«مخاطبم جوان‌ها و افرادی بودند که می‌خواستند از تاریخ [ایران] و حوادثی که بر مردم ما گذشته است، تا جایی که ممکن است آگاهی‌های درست به دست آورند. به پشتوانهٔ تحصیل و مطالعاتم دلگرم بودم. قالب کار هم فراز و نشیب زندگی و کارنامهٔ شخصیت‌های معروف تاریخ بود. بی رعایت سلسله مراتب تاریخی. در بیست و دو جلد کتاب، نه فقط زندگی خصوصی، بلکه در مقیاسی وسیع‌تر، آن دورهٔ تاریخی، عوامل سیاسی و اجتماعی و فرهنگی دورانی که قهرمان هر کتاب در آن به قدرت رسیده گزارش شده است…»
تیمور لنگ، چنگیز خان، آغامحمدخان قاجار، کریم‌خان زند، امیرکبیر، خواجه نصیرالدین طوسی، ستارخان، قائم‌مقام فراهانی و فردوسی ازجمله شخصیت‌هایی هستند که پناهی سمنانی در مجموعهٔ خواندنی‌های تاریخ به آن‌ها پرداخته است. اما پناهی در میان کارهای متعدد خود، به کار بر روی فرهنگ عامه بیش از همه دل بسته بود و این کار بیشترین جاذبه و خرسندی را برایش داشته است. وی هشت کتاب و ده‌ها مقاله، سخنرانی و گفتگوی مطبوعاتی، رادیویی و تلویزیونی پیرامون ترانه‌های ملی، آداب و رسوم، سروده‌های بومی، کارکردهای ترانه ملی در زندگی اجتماعی، هنری و تاریخی مردم، گردآوری، تألیف و توجیه کرده است.

### فرهنگ
پناهی سمنانی در فرهنگ عامه بیشتر پیرامون ترانه کار کرده است. نخستین کتاب او در این زمینه ترانه‌های ملی ایران نام دارد که در آن گونه‌های متنوع و مختلف و رنگارنگ شعر عامه ایران یک‌جا گرد آورده شده است. این پژوهش سپس گسترده شده و کتاب ترانه و ترانه‌سرایی در ایران سامان یافته و انتشارات سروش تاکنون دو بار به چاپ آن اقدام کرده است. در فصل‌های چهارده‌گانه این کتاب خاستگاه و ارزش فرهنگی ترانه، جای هنر عامه در ادب رسمی، صورت‌ها و قالب‌های ترانه ملی، تقسیم‌بندی سنتی ترانه، گستره و آفاق مضمون در ترانه، بازی و سرگرمی، سوگ و سرور، کودکانه‌ها و… عنوان‌ها و موضوعات مورد بحث هستند.
در همین زمینه، دو کتاب دیگر با نام‌های تاریخ در ترانه و ترانه‌های دختران حوا از احمد پناهی منتشر شده است که موضوعی تازه و جالب دارند. کتاب تاریخ در ترانه گویای این مطلب است که در بازتاب رخدادهای تاریخی، اگر سهم فرهنگ عامه دست کم گرفته شود، خطایی غیرقابل اغماض صورت گرفته است. بسیاری از اندیشمندان و متفکران علوم سیاسی و اجتماعی و نویسندگان بزرگ بر آن هستند که پژوهش تاریخی، هرگاه داده‌های فرهنگ بومی را نادیده انگارد، آن پژوهش فاقد اعتبار و اصالت علمی خواهد بود. در حقیقت، هم تاریخ را انبوه توده‌های مردم می‌سازند و پدیده‌های فرهنگی‌اش را هم آنان می‌آفرینند و خواص جامعه و قدرت مداران مصادره‌اش می‌کنند؛ بنابراین، آنچه از تاریخ در فرهنگ عامه روایت می‌شود، با گزارش‌های وقایع نگاران و تاریخ پردازان فرهنگ رسمی که تحت سیطره حکومت‌های وقت می‌نویسند، متفاوت است. این کتاب به رخدادهای سیاسی و اجتماعی مردم ایران از آغاز تا سقوط سلطنت هم توجه دارد. دیگر کتاب مهم احمد پناهی در این زمینه ترانه‌های دختران حوا از ترانه‌هایی سخن می‌گوید که به دلالت مضمون‌شان، توسط زنان سروده شده‌اند و از این منظر ارزش پژوهشی ویژه ای دارند؛ زیرا خالص‌ترین اندیشه‌ها و احساس‌های عاطفی زنان را که به واقع هم غمنامه رنج و ناکامی‌ها و هم حدیث دلدادگی و آرزومندی، هم جلوه‌های شور و نشاط زندگی و هم سلاح مبارزه آنان در نبرد زندگی است، با خود دارد.
بخش دیگری از کوشش‌های او در فرهنگ‌عامه ایرانی مربوط به گویش‌ها در فرهنگ بومی ایران است که گنجینه‌ای غنی و پربار از هنرهای گوناگون خاصه شعر و موسیقی میان اقوام مختلف ماست. در کتاب فرهنگ سمنانی، پناهی سمنانی نمونه‌های شعر شاعران بومی‌سُرای سمنانی را با ترجمه و آوانوشت آورده است و در کتاب دوبیتی‌های بومی‌سُرایان ایران هم نمونه‌های زیبایی از اندیشه‌ها و تفکرات ناب فلسفی، اجتماعی، مذهبی و غنایی سرایندگانی که قالب دوبیتی برگزیده‌اند و زبان مادری و بومی خود را در بیان اندیشه‌ها به کار گرفته‌اند، فراهم آورده است. پناهی سمنانی همواره به زبان مادری خود علاقه ویژه‌ای داشت و در طول ۸۲ سال عمر خود آثاری در این بخش نیز به رشتهٔ تحریر درآورد که بعدها مرجع بسیاری از آثار متأخر در حوزهٔ «سمنان‌پژوهی» شد. فرهنگ سمنانی، آداب و رسوم مردم سمنان، تقسیم آب در سمنان قدیم و… از مهم‌ترین آثار او در حوزهٔ سمنان‌پژوهی است.

### ادبیات
پناهی سمنانی که در زمینهٔ شاعری هم فعالیت داشت، علاوه بر سرودن غزلیات، قصائد، شعر نیمایی و غیره، در زمینهٔ پژوهش‌های ادبی هم آثاری از خود به‌جای گذاشته است. دو مجموعه شعر از دی که گذشت و منظومه شاعر و پری از سروده‌های اوست. دوبیتی‌های بومی‌سرایان ایران، ترانه‌های ملی ایران، سیری در ترانه و ترانه‌سرایی در ایران نیز از پژوهش‌های این شاعر و محقق سمنانی در حوزهٔ ادبیات است که در زمان چاپ با استقبال مخاطبان مواجه شد.

## تقدیرها
پناهی سمنانی به خاطر آثارش مورد تشویق‌ها و تقدیرهای بسیاری قرار گرفته است که مهم‌ترین آنها عبارت‌اند از:
- لوح سپاس و قدردانی برای شرکت و ارائه مقاله در کنگره عارف بزرگ شیخ علاءالدوله سمنانی، ۱۳۸۰
- لوح سپاس و قدردانی به خاطر تحقیق در گویش سمنانی از سوی مؤسسه مطالعات و پژوهش‌های کاربردی در ۱۳۸۲.
- لوح سپاس برای شرکت و ارائه مقاله در نخستین «جشنواره فرهنگ فولکلور کومش»، سمنان ۱۳۸۲.
- لوح تقدیر از سوی شورای کتاب کودک به خاطر پیام به جشن ایرانی هانس کریستین آندرسن و اعطای تندیس آندرسن در فروردین ۱۳۸۴.
- لوح تقدیر به پاس یک عمر تلاش در جهت اشاعه موسیقی بومی و تعمیق و تلطیف فضای فرهنگی زادگاه خود از سوی پانزدهمین «جشنواره موسیقی ذکر و ذاکرین»، استان گلستان اردیبهشت ۱۳۸۴.
- لوح تقدیر از سوی دانشگاه سمنان به خاطر کوشش در شناسایی و پاسداری گویش سمنانی.
- لوح تقدیر برای ارائه مقاله و شرکت در سومین همایش قومس‌شناسی.
- نکوداشت بیژن ترقی و یادمان علی تجویدی به خاطر تألیف کتاب ترانه و ترانه‌سرایی در ایران در خرداد ۱۳۸۵.
- سپاسنامه و تقدیر در «آیین آوای دوست»، نکوداشت استاد بیژن ترقی و یادمان استاد علی تجویدی به خاطر تألیف کتاب ترانه و ترانه‌سرایی در ایران، فرهنگسرای هنر، ۱۳۸۵.

یکی از پژوهشگران پیشکسوت سمنانی که تألیفات متعددی در حوزهٔ زبان و ادبیات سمنان دارد، با تمجید از فعالیت‌های محمد احمدپناهی، از او به‌عنوان یکی از پیشکسوتان در این بخش نام برد و گفت: «محمد احمدپناهی از جمله کسانی است که در کنار چند چهره دیگر زحمات زیادی برای معرفی زبان و ادبیات بومی سمنان کشیده است.» فرهنگ شکوهی نیز آثار او را «از آثار خوب در حوزه سمنان‌پژوهی» معرفی کرده است. حمید نظری، از فعالان زبان و ادبیات بومی سمنان، با تقدیر از تلاش‌های پناهی سمنانی از وی به‌عنوان یکی از پیشگامان سمنان‌پژوهی نام برد و گفت: «کارنامه محمد احمدپناهی سمنانی در حوزه‌های تاریخی، ادبی و زبان و ادبیات بومی و تألیف و گردآوری ده‌ها کتاب در این بخش به‌خوبی جایگاه این پژوهشگر پیشکسوت سمنانی را نشان می‌دهد. این پژوهشگر پیشکسوت از چنان جایگاه و وزنی در فرهنگ، زبان و ادبیات بومی سمنان برخوردار است که هر جا یادی از فرهنگ و ادبیات بومی سمنان به‌میان آید باید در کنار نام‌های بزرگ دیگری که در این حوزه تلاش‌های زیادی داشته‌اند، از ایشان نیز به بزرگی یاد کرد.» محمد مفتوحی نویسنده روزنامه ایران، پناهی سمنانی را «یکی از مهم‌ترین و برجسته‌ترین پژوهشگران فرهنگ عامه و مردم‌شناسی در ایران» عنوان می‌کند.

## آثار
از این نویسنده، شاعر، مورخ و پژوهشگر آثار متعددی در سه بخش تاریخ، فرهنگ (سمنان پژوهی و ادبیات بومی) و ادبیات به جای مانده است. فهرست تمام آثار منتشر شده پناهی سمنانی به شرح زیر است:

### در زمینه تاریخ
1. هارون‌الرشید، مروری بر کارنامهٔ امویان و عباسیان
2. امیر اسماعیل سامانی، فرمانروای بزرگ و عادل
3. فردوسی، سروده‌خوان وحدت و حماسهٔ ملی
4. حسن صباح، چهرهٔ شگفت‌انگیز تاریخ
5. چنگیزخان، چهرهٔ خون‌ریز تاریخ
6. سلطان جلال‌الدین خوارزمشاه، تندیس دلیری و استقامت
7. خواجه نصرالدین طوسی، آسمان هنر و آفتاب ایران‌زمین
8. تیمور لنگ، چهرهٔ هراس‌انگیز تاریخ
9. شاه اسماعیل صفوی، مرشد سرخ کلاهان
10. شاه عباس کبیر، مرد هزار چهره
11. شاه سلطان حسین، تراژدی ناتوانی حکومت
12. نادرشاه، بازتاب حماسه و فاجعهٔ ملی
13. کریم‌خان زند، نیکوترین زمامدار تاریخ ایران
14. لطفعلی‌خان زند، از شاهی تا تباهی
15. آغا محمدخان قاجار، چهرهٔ حیله‌گر تاریخ
16. فتحعلی‌شاه قاجار، سقوط در کام استعمار
17. قائم‌مقام فراهانی، چهرهٔ درخشان ادب و سیاست
18. ناصرالدین شاه، فراز و فرود استبداد سنتی در ایران
19. امیرکبیر، تجلی افتخارات ملی
20. مظفرالدین شاه، خودکامه کوچک
21. ستارخان، سردار ملّی و نهضت مشروطه
22. ویراستاری ظفرنامه، نوشتهٔ نظام‌الدین شامی

### در زمینه فرهنگ
1. فرهنگ سمنانی
2. آداب و رسوم مردم سمنان
3. تقسیم آب در سمنان قدیم
4. ترانه‌های ملی ایران
5. ترانه و ترانه‌سرایی در ایران
6. تاریخ در ترانه
7. ترانه‌های دختران حوا

### در زمینه ادبیات
1. از دی که گذشت
2. منظومه‌های شاعر و پری
3. شعر کار در ادب فارسی، بازتاب کار در شعر شاعران گذشته و معاصر
4. دوبیتی‌های بومی‌سُرایان ایران